# トレメ

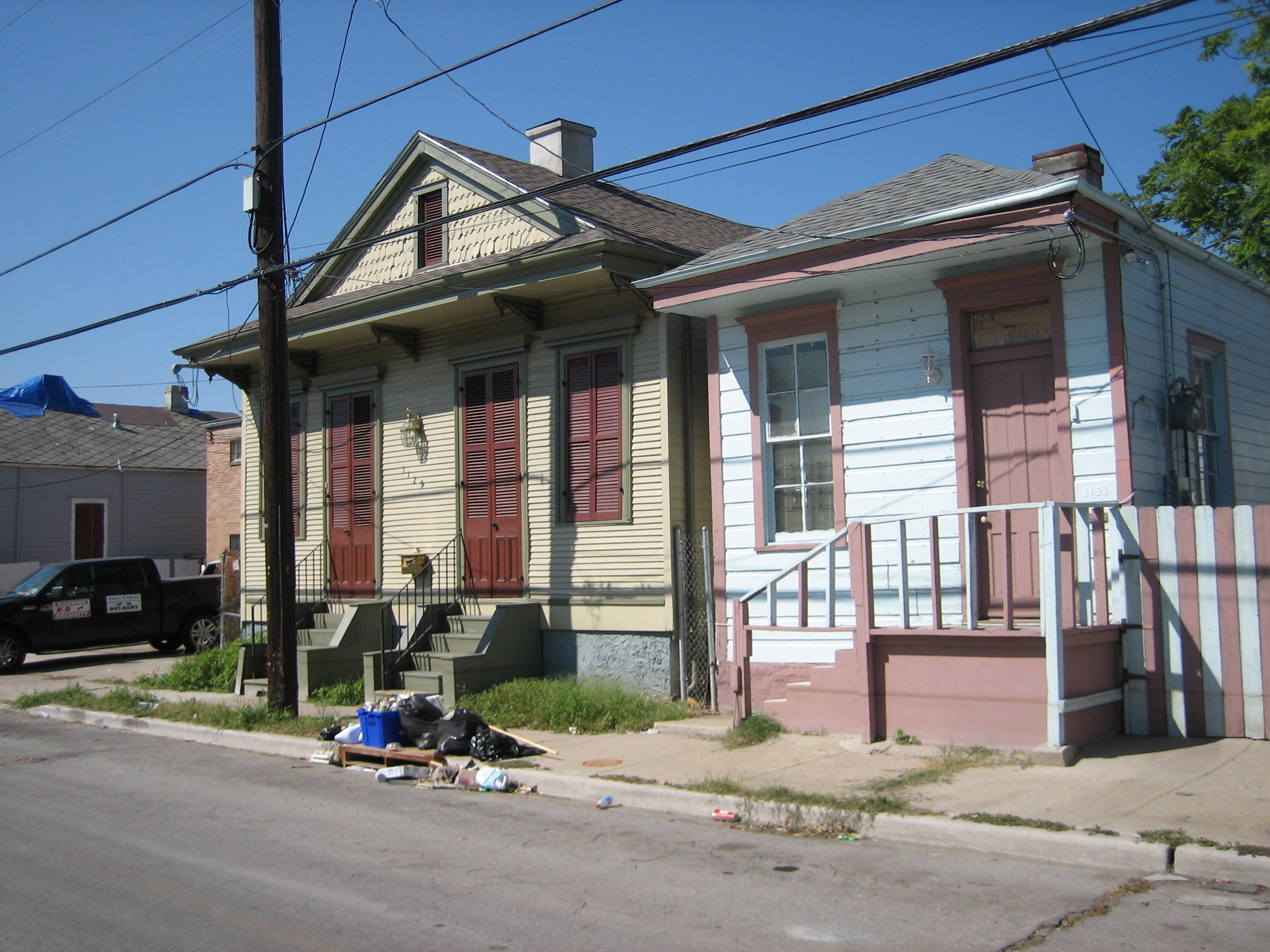
トレメの古い家屋。玄関にはハリケーン・カトリーナの際の浸水の線が見える。(2005年10月撮影)

トレメ (Treméあるいはアクセント記号を省略しTremeと表記されこともある、[trəˈmeɪ] trə-MAY) は、米国ルイジアナ州ニューオーリンズのダウンタウンの地域のひとつである。フォーバーグ・トレメ（Faubourg Tremé）とも呼ばれ、ニューオーリンズで最も古い地域のひとつであり、市の歴史の初期段階においては様々な人種の住む地域であった。現在は、特にブラスバンド文化などアフリカ系アメリカ人の文化の中心地のひとつとして重要な位置を占めている。

## 歴史
宅地化が進む以前、この地域には、モラン・プランテーション (Moran Plantation) と2つの砦（セントファーディナンド、セントジョン）があった。18世紀末にクロード・トレメがプランテーションの所有者から土地を買い取り、以降数十年の間にフレンチ・クオーターとバイユー・セントジョン (現在も市内に存在する湿地帯) を結ぶキャロンレデット水路が作られた。このことにより市内地域が分断されたため、市政府はこのトレメ地域に白色人種、ハイチ系クレオール人など様々な人々のための住宅地を建設したのである。
トレメは、フレンチ・クオーターの北側 (ポンチャトレーン湖に近い側) と接しており、地元の古い世代からは「街の裏側」と呼ばれていた。地域の境界線は、南側はランパート・ストリート、西側はカナル・ストリート、東側はエスプラネード・アベニュー、北側はブロード・ストリートとするのが一般的である。19世紀末にトレメの北側部分に赤線地帯のストーリーヴィルが作られたが、1940年代には取り壊され、公共団地が建設された。それ以降、その地域はトレメの一部とは考えられていない。

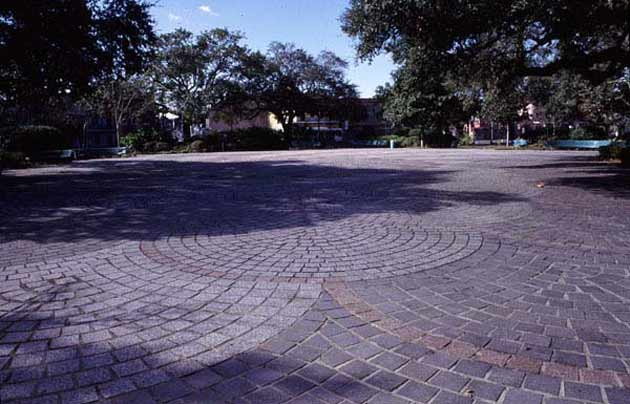
現在のコンゴ・スクウェア

トレメ地域の広場はコンゴ・スクウェアである。もともとは「黒人の広場 (Place de Negroes)」として知られ、アフリカ系アメリカ人が毎週日曜日に集まり、ダンスを興じる場となっていた。この習慣は、1803年ルイジアナ州が米国領になるまで続いた。コンゴ・スクウェアはまた、かつて奴隷の売買の場としても機能していた。19世紀末頃までは、コンゴ・スクウェアでは青空市場が開かれ、有色クレオール人のブラスバンドなどがここでコンサートを開催していた。彼らのここでの演奏がジャズの礎を築いたと言われている。19世紀末に、市政府は広場の名前を、P・G・T・ボーリガード将軍に因み「ボーリガード・スクウェア (Beauregard Square)」と正式に改名したが新名称が定着することはなく、20世紀後半に入ってから旧称のコンゴ・スクウェアに戻された。
多くのアナリストたちが過ちであったと指摘する1960年代初頭の都市再開発プロジェクトの一環として、トレメ中心部のかなりの部分が取り壊されてしまった。それらの土地は暫くの間更地のまま放置されていたが、1970年代に入ってから、公園が作られ当時亡くなったルイ・アームストロングに因んで、ルイ・アームストロング・パークと名づけられた。 (因みに、この名前が誤解を与えることがあるが、アームストロングはトレメ出身ではなく、生前にトレメを拠点にしていたわけでもない。彼はアップタウン出身であった。) コンゴ・スクウェアは、現在はルイ・アームストロング・パーク内にある。
トレメ出身のミュージシャンにはクラリネット奏者のアルフォンス・ピクー、トランペット奏者のカーミット・ラフィンズがいる。住民の多くがアフリカ系アメリカ人ではあるが、19世紀から現在に至るまで、多様な人種が住んでおり、ヘンリー・ラガス、ルイ・プリマなどヨーロッパ系人種のジャズ・ミュージシャンも住居を構えていた。また、トレメにあるジョーズ・コージー・コーナーは、ニューオーリンズで最も著名なブラス・バンドのひとつである、リバース・ブラス・バンドの発祥の地であると言われている。
2005年のハリケーン・カトリーナにより、トレメは軽度から中度の浸水被害を受けた。幸いにも古い家屋の多くは高床になっており、I-10より内陸側の地域では殆ど床上浸水の被害はなかった。

## ドラマ
米国のケーブルテレビ放送局のHBOがトレメを舞台としたドラマ・シリーズ『Treme』（邦題：トレメ/ニューオーリンズのキセキ）を制作し2010年4月11日にエピソード1を公開。シーズン4まで続きエピソード数は36を数えた。最終エピソードは2013年12月29日に放送されている。ハリケーン・カトリーナ後のニューオーリンズの復興と人々の苦闘を描いている。